# Delfos ERP
Delfos es un software ERP creado por la empresa Cloud Time, S.L.. Está destinado a empresas industriales para aumentar su productividad y calidad, reducir costes, y gestionar de una forma eficaz y segura la información de los departamentos de la empresa. Es un software de licencia privativa, con posibilidad de programación a medida.
Delfos está desarrollado con delphi y utiliza la tecnología de base de datos relacional Cliente/Servidor SQL-92 (Firebird). 

## PieMP
Delfos utiliza el Plan de Informatización de Empresas (PieMP) para facilitar el uso de su funcionamiento y comunicación. El PieMP se desglosa en:
- Consultoría: Refleja el apartado en el que la empresa se relaciona con el cliente y otros puntos en la que puede influenciar a la empresa de forma directa o indirecta detectando y corrigiendo cualquier deficiencia y poniendo los recursos necesarios para formar y motivar a los usuarios.
- Análisis: Los profesionales que se encuentran en el equipo analizan las necesidades detectadas y planifican el desarrollo e implementación.
- Base de datos: Tras analizar la información obtenida se establece una base de datos acorde con los procedimientos y estructuras para el almacenamiento y mantenimiento de dicha información. Delfos usa Firebird, un sistema de gestión de bases de datos que tienen herramientas cuyo objetivo es definir, construir y manipular un conjunto de información de procedencia diversa pero con algún tipo de relación entre sus componentes.
- Aplicaciones: Conjunto de programas que dan soporte informático a cualquier área de una empresa de fácil implantación y eficaz.
- Internet Negocios: Como una nueva forma de dar a conocer los productos en un mercado mundial para llegar a los consumidores y satisfacer con mayor calidad los servicios a los clientes.
- Financiación: Las empresas actuales dan un porcentaje de sus ganancias a la informática para facilitar introducir un sistema informático actual y eficiente. Delfos incorpora un contrato de subcontratación, con un coste controlado y negociado según requerimientos y pretensiones iniciales pero con la posibilidad de ser incrementado en función de las necesidades que se detecten con posterioridad.
- Mantenimiento: Delfos incluye un servicio de mantenimiento para poder mantener un canal de comunicación con el cliente, para futuras evoluciones del sistema y así poder adaptarlo a los cambios de la empresa.

## Delfos en iPad o iPhone
Delfos se encuentra en su versión para iPad o iPhone con los idiomas español, catalán e inglés. Esta aplicación es gratuita y su última versión es la 2.0 y está orientada para los vendedores. Sus principales características son:
- Ver, crear y organizar contactos por zona, ámbito y agrupaciones.
- Acceder a las personas de contacto y hacer anotaciones.
- Consultar e imprimir facturas y ver gráficos de ventas.
- Acceder, crear y organizar los seguimientos por fechas, zonas, etc.
- Ver la ruta más adecuada para llegar a su contacto.
- Enviar correos y realizar llamadas.
- Crear pedidos con control de existencias en tiempo real.
- Recibir notificaciones de la centra y enviar respuestas.
- Ver catálogo de productos y gestionar pedidos.

## Delfos en la web
Delfos en la web es la aplicación inicial creada, al ser de tipo web puede usarse en cualquier sistema operativo y navegador web. Está desarrollada tanto para administradores como para vendedores. En sus características encontramos:
- Gestionar contactos y clientes
- Acceder a todas las tablas auxiliares
- Estadísticas y gráficos de efectividad de los vendedores
- Crear los artículos a vender con precios, imágenes, Stocks, etc
- Gestionar acciones y seguimientos por vendedor y fechas
- Administrar las conexiones de sus vendedores
- Tener localizados geográficamente a los vendedores
- Crear, ver e imprimir pedidos y ofertas

## Base de datos en la nube
La base de datos de Delfos se puede hospedar en la nube lo que permite almacenar la información remotamente. Este tipo de almacenamiento conlleva una serie de características y ventajas:
- Disponibilidad 24 horas durante los 365 días al año.
- Copias de seguridad diarias.
- Flexibilidad y escalabilidad.
- Administración mediante Web.
- Acceso a Internet con banda ancha.
- Evita consumos innecesarios de energía eléctrica.
- Bajo coste de inversión.
- Posibilidad de recrear el sistema en sus dependencias.